# Halo Wars 2
Halo Wars 2 è un videogioco strategico in tempo reale del 2017, sviluppato da The Creative Assembly e pubblicato da Microsoft Game Studios per Xbox One e Microsoft Windows. Si tratta di uno spin-off della fortunata serie di videogiochi Halo e, cronologicamente, si colloca nello spazio temporale che trascorre tra gli eventi di Halo 5: Guardians (2015) e Halo Infinite (2021).
È il sequel di Halo Wars, videogioco sviluppato da Ensemble Studios per Xbox 360 e Microsoft Windows nel 2009.

## Modalità di gioco
Halo Wars 2 è un videogioco strategico in tempo reale di fantascienza militare, in cui i giocatori comandano i due eserciti, UNSC e Esiliati, da una visuale aerea. Il gioco può essere giocato sia utilizzando un gamepad sia utilizzando mouse e tastiera. Come Halo Wars, il gioco presenta due fazioni, l'UNSC e un gruppo di mercenari chiamati Esiliati. Nella maggior parte delle modalità di gioco, i giocatori stabiliscono delle basi operative in determinati luoghi a giro per la mappa di gioco. Caserme e depositi di veicoli possono essere piazzati per addestrare le truppe e per costruire i veicoli. I rifornimenti raccolti dalle piattaforme di rifornimento vengono poi spesi per costruire edifici e schierare unità. Alcune unità richiedono un altro tipo di risorsa, l'energia, che viene prodotta utilizzando un generatore. Gli edifici possono essere ripotenziati per sbloccare dei bonus passivi e sbloccare unità di livello superiore.
Il campo di battaglia è avvolto da una nebbia di guerra, che si dirada man mano che il giocatore avanza con il suo esercito. Le truppe possono essere selezionate e comandate per impegnarsi in un combattimento oppure per interagire con le strutture che si trovano sul campo di battaglia. Il combattimento è bilanciato da un sistema di contrattacco tipo "morra cinese", in cui i veicoli di terra sono generalmente più efficaci contro la fanteria, la fanteria è più efficace contro i velivoli mentre quest'ultimi sono più efficaci contro i veicoli di terra. Ogni unità possiede almeno un'abilità speciale oltre a quelli regolari, per esempio, gli Spartan sono in grado di dirottare qualunque tipo di veicolo e di eseguire un colpo in picchiata dopo essere saltati in aria. I giocatori possono costruire basi aggiuntive una volta acquisito il controllo della zona, consentendo loro di ampliare il proprio esercito.
La modalità campagna consente ai giocatori di assumere il controllo delle forze UNSC nella guerra contro gli Esiliati su un'antica struttura dei Precursori. La campagna principale presenta 12 missioni che possono essere giocate in single player oppure in co-op. Ogni missione ha come obbiettivi principali quello di catturare punti, difendere le basi oppure sopravvivere a orde di nemici. Le missioni della campagna spesso offrono obbiettivi secondari come garantire che una determinata unità sopravviva durante il corso della missione o distruggere basi extra entro un determinato limite di tempo. Cutscene e dialoghi precedono ogni missione per dare contesto alla storia del gioco. Una campagna secondaria consente ai giocatori di controllare gli Esiliati in una battaglia contro una forma di parassita aliena conosciuta come Flood.
Al di fuori della campagna, sia l'UNSC sia gli Esiliati sono controllabili. Ciascuno possiede un distinto set di unità. I giocatori scelgono un leader che si basa su un personaggio di spicco della campagna e che possiede uno stile di gioco unico, le cui abilità possono essere potenziate per migliorarne l'effetto e la potenza. Guarire gruppi di unità, bombardare a tappeto un'area contrassegnata o impiegare truppi speciali, come i TALO, sono solo alcuni esempi di alcune abilità che un leader può fare. Il multiplayer supporta l'online fino a un massimo di 6 giocatori. Il gioco include la modalità Skirmish, una modalità di gioco single player o co-op, in cui i giocatori si confrontano contro avversari controllati dal computer (IA); Deathmatch prevede l'eliminazione dell'esercito avversario. Roccaforte e Dominio sono modalità incentrate sul controllo del territorio della mappa; e Blitz, una modalità che combina gli elementi dei GCC con quelli degli RTS sostituendo le basi con una meccanica di carte e mazzi per lo schieramento delle unità. I mazzi si guadagnano attraverso il completamento delle missioni della campagna e delle sfide giornaliere. Ogni carta contiene una unità schierabile ma al costo di qualche punto energia; quindi schierare un'unità più potente, causerà un consumo di energia più elevato. L'energia si rigenera automaticamente durante la partita o può essere recuperata dai pod rilasciati sulla mappa. Sparatoria Blitz è una variante per giocatore singolo e cooperativa che mette i giocatori contro ondate di nemici controllati dall'IA del gioco.

## Trama

### Ambientazione e personaggi
Halo Wars 2 si svolge nell'universo fantascientifico della serie Halo. Il gioco è ambientato nel 2559, 28 anni dopo gli eventi di Halo Wars e un anno dopo gli eventi di Halo 5: Guardians. Halo Wars si conclude con l'equipaggio della nave da guerra umana del Comando spaziale delle Nazioni Unite (UNSC) Spirit of Fire che entra nel sonno criogenico e va alla deriva nello spazio inesplorato. Nel frattempo, la guerra tra umani e Covenant è finita e la Spirit of Fire è stata dichiarata dispersa. Mentre è alla deriva nello spazio profondo, l'IA di bordo Serina termina il suo servizio e si disattiva. Il capitano Cutter, la dottoressa Anders e il resto dell'equipaggio si svegliano dal sonno criogenico all'Arca, un'enorme struttura dei Precursori in grado di costruire grandi mondi fatti ad anello. Isabel è un'intelligenza artificiale che operava presso una struttura di ricerca sull'Arca quando l'Installazione venne invasa da una fazione aliena chiamata Esiliati, costoro sono guidati dal loro leader Brute Atriox, saliti al potere dopo la fine dei Covenant. Al servizio di Atriox ci sono il comandante Elite Let'Volir e il comandante Brute Decimus.

### Campagna
Arrivati all'Arca, l'equipaggio della Spirit of Fire riceve un segnale proveniente dalla superficie dell'Installazione. La Squadra Rossa, composta dai supersoldati Spartan II Jerome-092, Douglas-042 e Alice-130, viene inviata dal capitano Cutter a investigare il segnale. La segnalazione li porta a un avamposto UNSC abbandonato e all'interno della base fanno la conoscenza di Isabel, un'IA, la quale li intima di andarsene poiché la zona è pericolosa. La Squadra Rossa porta con sé l'IA e ignora i suoi avvertimenti, poco più avanti il team si imbatte in Atriox, un possente Brute, il quale mette fuori gioco Douglas-042 e costringe alla ritirata la squadra. Appena escono dalla struttura si rendono conto che Isabel aveva ragione, infatti sono circondati dalle truppe degli Esiliati. Durante la fuga, Alice-130 decide di scendere dal warthog e di "sacrificarsi" per dare il tempo necessario a Jerome-092 e a Douglas-042 di scappare. Ritornati sulla Spirit of Fire, Isabel rivela al capitano Cutter come Atriox e i suoi Esiliati abbiano invaso l'Arca. Nonostante Isabelle dica di andarsene e che tentare una resistenza contro di loro sia da folli, il capitano Cutter dichiara la sua intenzione di affrontare Atriox. La Squadra d'assalto riesce a creare una base avanzata e a sconfiggere le forze di Decimus. Tra le macerie della base del comandante Brute, Isabel trova delle informazioni riguardanti la Sala Cartografica dell'Arca contenente il Cartografo, una mappa di sistemi chiave e armi.
La Squadra mette al sicuro il Cartografo che viene incessantemente attaccato dalle Sentinelle, i guardiani dell'Installazione. La dottoressa Anders scopre che Atriox sfrutta una rete di teletrasporto che gli permette di spostare le sue truppe da una parte all'altra dell'Arca. Le forze UNSC sconfiggono definitivamente Decimus e disabilitano il sistema dei portali. Mentre la Spirit of Fire combatte contro la Enduring Conviction, un trasporto d'assalto classe-CAS, Jerome-092 e Isabelle si infiltrano all'interno dell'astronave aliena e la distruggono grazie soprattutto alle Sentinelle che spezzano in due il trasporto.
La dottoressa Anders consiglia di creare un anello Halo usando la forgia dell'Arca per trasportare le truppe della Spirit of Fire nello spazio controllato dell'UNSC. Il nuovo anello è stato costruito ma le forze umane devono affrontare la resistenza degli Esiliati, anche loro intenzionati a salire sull'Halo. Mentre sull'Arca, Douglas-042 e Alice-130 impediscono alle truppe degli Esiliati, incluso Atriox, di raggiungere l'Halo, Anders viene scortata fino alla sala di controllo dell'Halo dove disattiva il sistema di accensione dell'anello convertedolo in un sistema di segnalazione luminoso, infine la dottoressa prende il controllo dei sistemi gravitazionali dell'Halo e spedisce nello spazio la parte di massa continentale contenente le truppe di Atriox, uccidendole. Dopo aver sconfitto le forze degli Esiliati, le truppe di terra tornano sulla Spirit of Fire, ma è troppo tardi per arrivare sull'anello con Anders poiché il conto alla rovescia non può essere fermato e l'Halo sta entrando nell'iperspazio, così prima che l'anello faccia il salto iperspaziale, la dottoressa Anders promette al capitano Cutter di ottenere l'aiuto dell'UNSC il prima possibile. Nella scena dopo i titoli di coda, l'anello su cui si trova Anders esce anticipatamente dalla bolla iperspaziale, solo per incontrare il Guardiano dei Precursori.

### Espansioni
L'operazione SPEARBREAKER si svolge un mese dopo il salto iperspaziale dell'anello Halo. L'equipaggio della Spirit of Fire sta ancora combattendo contro gli Esiliati per il controllo dell'Arca. Una squadra UNSC, la Sunray 1-1, si imbatte in un'operazione Esiliata, il cui obiettivo è quello di riparare una nave dei Precursori e distruggere la Spirit of Fire con essa. Combattendo contro orde di Esiliati e Sentinelle, la squadra Sunray 1-1 riesce appena in tempo a distruggere la nave dei Precursori prima che possa decollare. 
La campagna  Awakening the Nightmare si svolge cinque mesi dopo l'operazione SPEARBREAKER. La guerra tra la Spirit of Fire e gli Esiliati è in fase di stallo. Alla disperata ricerca di approvvigionamenti, Atriox ordina ai fratelli Pavium e Voridus di cercare presso le rovine della vecchia città sacra dei Covenant di Alta Opera. Il generale però avverte loro di non entrare nella città sacra poiché crede alle storie riguardanti la città, la quale sarebbe stata consumata dai Flood. Il testardo Voridus ignora gli avvertimenti, disattiva la barriera che circonda la città e che le Sentinelle hanno eretto per proteggere il resto dell'Arca e si avventura all'interno. La sua decisione, stupida e avventata, si tramuta in una fuga per la sopravvivenza per scappare dai Flood e questo causa la morte di molti commilitoni Esiliati. 
Invece di contattare Atriox per ricevere assistenza e rischiare la sua ira, Voridus afferma di poter riattivare la barriera delle Sentinelle da un'altra posizione. I due fratelli attivano un'esercitazione per propagare disastri naturali e tenere temporaneamente a bada i Flood mentre Voridus guida una manciata di truppe in una base delle Sentinelle per cercare di riattivare la barriera. Il brute riesce nell'impresa, ma i fratelli scoprono che Atriox è a conoscenza delle loro azioni e sta arrivando. Atriox avverte che li ucciderà se non riescono a sistemare il pasticcio che hanno combinato. Mentre ripuliscono l'area circostante Alta Opera, i due scoprono che i Flood stanno sviluppando una sorta di Mente Suprema, che se riesce a finire di crescere, i Flood sull'Arca diventeranno inarrestabili. Gli Esiliati riescono a distruggere la neonata Mente Suprema proprio quando Atriox arriva. Il generale li rimprovera ma decide di risparmiare loro la vita e ordina loro di ripulire la zona dai Flood. Le Sentinelle si riversano in massa presso Alta Opera per affrontare insieme agli Esiliati la minaccia dei Flood, contenendo ancora una volta i Flood dentro Alta Opera.

## Sviluppo
Nel 2009, Microsoft Studios rilasciò sul marcato Halo Wars, uno spin-off strategico in tempo reale basato sulla serie FPS Halo. Fu sviluppato da Ensemble Studios, una azienda sussidiaria di Microsoft. Sebbene Halo Wars fu un successo commerciale, l'azienda chiuse i battenti dopo lo sviluppo. Prima della chiusura, lo studio aveva iniziato a pianificare un possibile sequel. Secondo Graeme Devine, la trama doveva essere incentrata sulla storia dei Precursori e coinvolgendo la Spirit of Fire, la quale arriva sull'Arca, tracciata da Anders. Nel 2007, in seguito al distaccamento da parte di Bungie Studios dalla Microsoft, l'azienda statunitense creò una divisione interna, la 343 Industries, per continuare a sviluppare la serie Halo. Lo studio si mise alla ricerca di un partner con cui sviluppare il sequel di Halo Wars.
Nel 2014, la 343 Industries iniziò a sviluppare Halo Wars 2 dopo aver contattato lo studio, con sede nel Regno Unito, Creative Assembly, uno studio di proprietà di Sega. Lo studio fu scelto per via della reputazione, infatti Creative Assembly sviluppò un altro RTS, Total War. Lo studio britannico aveva considerato a lungo l'idea di creare un gioco RTS per PC e console e quindi Halo Wars 2 è stato visto dallo studio come un'opportunità perfetta. Il team di sviluppo del gioco era formato da persone che avevano contribuito alla creazione di Alien: Isolation (2014), di Total War e da nuovi dipendenti assunti per il progetto. Sebbene Creative Assembly sia uno studio incentrato sulla produzione di giochi per PC, gli sviluppatori di Alien: Isolation avevano esperienza nei giochi per console. A gennaio 2017, il team annunciò che il videogioco era "diventato oro".

## Accoglienza
| Testata                        | Versione | Giudizio |
| ------------------------------ | -------- | -------- |
| Metacritic (media al 17/04/22) | Xbox One | 79/100   |
| Metacritic (media al 17/04/22) | PC       | 70/100   |
| OpenCritic (media al 14/04/22) | varie    | 79/100   |
| Multiplayer.it                 | Xbox One | 86/100   |
| Multiplayer.it                 | PC       | 80/100   |
| Everyeye.it                    | Xbox One | 85/100   |

La versione su Xbox One di  Halo Wars 2 ha ricevuto critiche "generalmente favorevoli", mentre su PC le recensioni sono state "miste o medie", secondo il sito Web Metacritic. Il consenso generale tra i critici era che Halo Wars 2 fornisse un'esperienza di gioco adatto soprattutto ai nuovi arrivati. Molti critici hanno consigliato il gioco ai videogiocatori di console, in parte anche a causa del poco mercato di videogiochi RTS presenti su Xbox One.
È stato criticato il comportamento dell'IA, alcuni recensori hanno osservato che l'IA nemica era troppo facile da battere anche a difficoltà normale. A IGN non piaceva che le basi operative dovessero essere collocate in luoghi predeterminati dal gioco e lo trovarono limitante poiché limitava la libertà di costruzione. Anche il sito Web Rock Paper Shotgun era inizialmente preoccupato per le restrizioni sulla costruzione delle basi, tuttavia cambiarono idea dopo aver giocato al videogioco e se ne affezionarono.
La campagna ha ricevuto recensioni contrastanti dai recensori. USgamer pensò che fosse un ottimo metodo per insegnare la meccanica del gioco e che la progressione della difficoltà durante la campagna fosse ragionevole. IGN era d'accordo sul fatto che la campagna offriva una varietà di scenari sufficiente affinché non il gioco non diventasse ripetitivo. Nel complesso comunque non ne sono rimasti impressionati. Sono stati scoperti alcuni bug, che includevano arresti anomali e eventi che non si attivavano. Ad alcuni critici è piaciuta la storia ma ne hanno criticato il finale, definito brusco e irrisolto. Anche a GameSpot è piaciuta la trama, ma hanno notato che molti personaggi sono molto sottosviluppati. Eurogamer considerava gli Esiliati troppo simili ai Covenant per idee.